# 愛に甦へる日 (1923年の映画)
『愛に甦へる日』（あいによみがえるひ）は、1923年（大正12年）製作・公開、溝口健二監督による日本のサイレント映画である。溝口健二の監督第1作である。

## 略歴・概要
当時の向島撮影所のフォーマットは、4巻40分が標準であったが、本作は6巻60分である。「日活新派」と呼ばれた現代劇の撮影所である同撮影所では、女性の配役は女優ではなく女形が演じることになっていたので、本作でも、森きよし、小栗武雄、中村吉次、木藤茂ら女形が出演している。
本作の上映用プリントは、東京国立近代美術館フィルムセンターに所蔵されておらず、マツダ映画社も所蔵していない。溝口健二の監督デビュー作であるものの、現状、観賞することの不可能な作品である。

## スタッフ・作品データ
- 監督 : 溝口健二
- 原作・脚本 : 若山治
- 撮影・編集・現像 : 高坂利光

- 製作 : 日活向島撮影所
- 上映時間（巻数） : 60分 （6巻）
- フォーマット : 白黒映画 - スタンダードサイズ（1.33:1） - サイレント映画
- 初回興行 : 浅草・三友館

## キャスト
- 山本嘉一 - 海野蕉亭
- 森きよし - 姉娘・民枝
- 小栗武雄 - 妹娘・小百合
- 小泉嘉輔 - 菱田雄一
- 上杉六郎 - 菱田の父・清作
- 中村吉次 - 菱田の母・おきぬ
- 御船茂 - 海野の弟子
- 白川悟 - 海野の弟子
- 吉村哲雄 - 室田義郎
- 木藤茂 - およし
- 宮島啓夫 - 労働者

## 註
1. ↑  『日本映画史発掘』、田中純一郎、冬樹社、1980年、p.128-132.
2. ↑  所蔵映画フィルム検索システム、東京国立近代美術館フィルムセンター、2009年12月18日閲覧。
3. ↑  主な所蔵リスト 劇映画＝邦画篇、マツダ映画社、2009年12月18日閲覧。